# Margarida Cabral de Melo
Margarida Cabral de Melo (Ilha de Santa Maria, 1570 – 1631) foi uma nobre portuguesa relacionada a Pedro Álvares Cabral, descobridor do Brasil. Em 1599, estabeleceu-se com o marido e os filhos em Buenos Aires. Ela era uma das mulheres mais ilustres do Rio da Prata, no início do século XVII, proprietária de casas de luxo, fazendas e vinhedos.
Sua família pertencia a ilustres linhagens portuguesas, incluindo sua ascendência real através de sua trisavó, Dona Beatriz de Meneses, 2.ª Condessa de Loulé. Ela e o marido são ancestrais de políticos e militares argentinos, entre eles Marcelo Torcuato de Alvear, presidente da República Argentina entre 1922 e 1928.

## Biografia

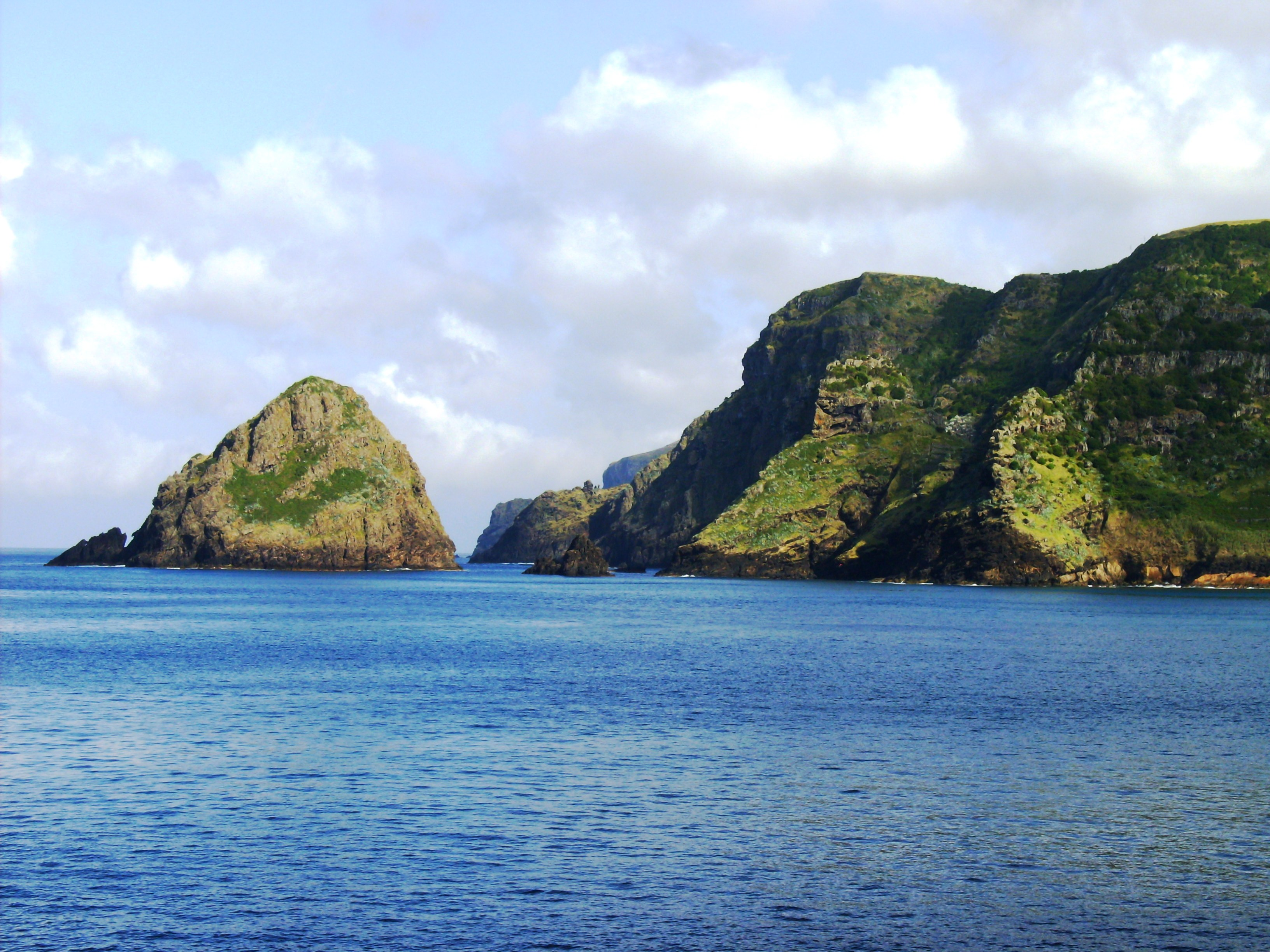
Ilhas dos Açores

Margarida nasceu na Ilha de Santa Maria, filha de Matias Nunes Cabral e Maria Simões de Melo, pertencente a uma nobre família portuguesa. Ela era casada com Amador Vaz de Alpoim, filho de Estevan de Alpoim e Isabel Velha. Ela e sua família chegaram em Buenos Aires do Rio de Janeiro, onde moraram por cinco anos.
Margarida Cabral de Melo e sua irmã Inês Nunes Cabral (esposa de Gil Gonçalves de Moura) foram as primeiras mulheres a ter influência política e econômica no Rio da Prata. Margarida foi talvez a mulher mais rica de Buenos Aires no início de 1600. Ela possuía uma das casas mais luxuosas da cidade, com móveis de mogno, talheres de prata, tapeçaria e, entre suas joias, um papagaio de ouro.
A casa da família Cabral de Alpoim ficava no cruzamento das ruas Victoria e Balcarce, atual bairro de Monserrat.
Margarida e sua família estavam ligadas ao início da criação de gado (gado cimarron) no atual território argentino. Ela era proprietária de uma fazenda localizada na cidade de Luján, administrada por seu filho Manuel Cabral de Alpoim.
Seu marido faleceu em 1617 sendo enterrado na cidade. Ele prestou serviços militares ao Império Espanhol, participando de algumas expedições militares lideradas por Hernando Arias de Saavedra.
Ela teve muitos filhos e filhas, incluindo o general Amador Báez de Alpoim, que serviu como prefeito de Buenos Aires, vice-governador de Santa Fé e Corrientes, e Matias Cabral de Melo e Alpoim (1593-1645), um conhecido presbítero de Buenos Aires.

### Antepassados e descendentes

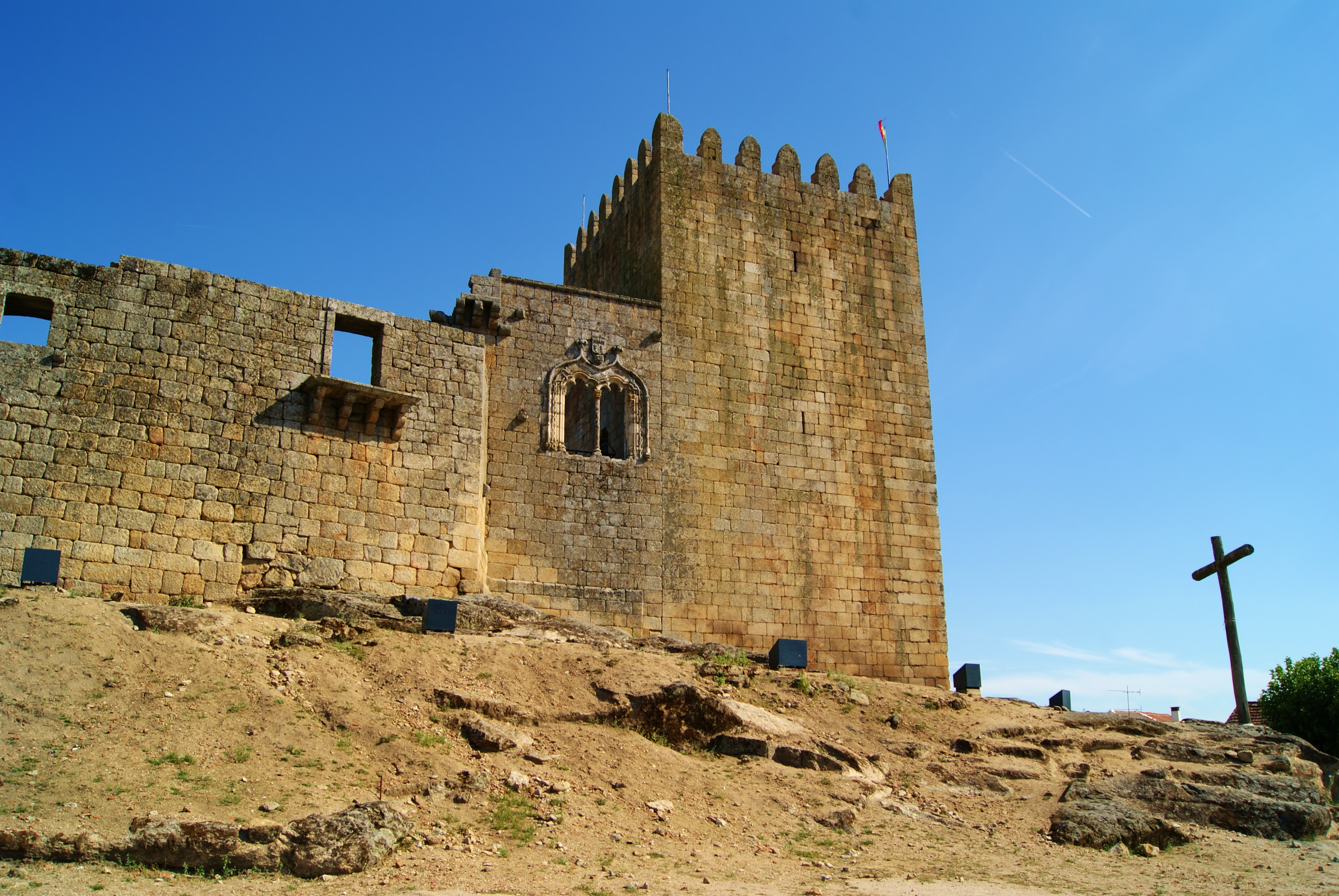
Castelo de Belmonte, pertencente à linhagem Cabral

Margarita Cabral de Melo e sua irmã eram parentes de Pedro Álvares Cabral, descobridor do Brasil e Gonçalo Velho Cabral, descobridor dos Açores. Seus ancestrais mais notórios foram Álvaro Martins Homem, 3.° capitão da Praia, e João Fernandes de Andrade, possivelmente descendente de Ricardo, 1.º conde da Cornualha.
Está provado que sua família descendeu por várias linhas genealógicas dos reis de Portugal, incluindo Afonso III e João I de Portugal. Através desses ancestrais reais, sua linhagem está ligada à Casa de Plantageneta e Castela.
Ela e sua irmã foram ancestrais de várias figuras históricas ligadas à política e cultura do Rio da Prata, como Juan Manuel de Rosas, governador da província de Buenos Aires entre 1835 e 1852, e Justo José de Urquiza, primeiro presidente da Confederação Argentina.
Outros descendentes famosos dessa família incluem José Gervasio Artigas, patriota uruguaio que participou da Guerra da Independência, e Carlos María de Alvear, militar e político que serviu como diretor supremo das províncias unidas do Rio da Prata. em 1815.

Sua irmã Inés Núñez Cabral e Gil Gonçalves de Moura foram os ancestrais do escritor e poeta Jorge Luis Borges.